# Чептурень
Чептурень, Чептурені (рум. Ceptureni) — село у повіті Мехедінць в Румунії. Входить до складу комуни Поноареле.
Село розташоване на відстані 270 км на захід від Бухареста, 40 км на північ від Дробета-Турну-Северина, 146 км на південний схід від Тімішоари, 111 км на північний захід від Крайови.

## Населення
За даними перепису населення 2002 року у селі проживали 172 особи, усі — румуни. Усі жителі села рідною мовою назвали румунську.